# Cyanistes
Cyanistes es un género de aves paseriformes perteneciente a la familia Paridae. Sus miembros se encuentran en las zonas templadas de Europa, Asia y el norte de África.

## Especies
El género en la actualidad contiene tres especies:
- Cyanistes caeruleus - herrerillo común;
- Cyanistes cyanus - herrerillo azul;
- Cyanistes teneriffae - herrerillo canario.